# 龍尾寺
龍尾寺（りゅうびじ）は、千葉県匝瑳市大寺にある真言宗智山派の寺院。山号は天竺山。本尊は釈迦如来。龍角寺（千葉県印旛郡栄町）及び龍腹寺（千葉県印西市）とともに関東三龍の寺の一つである。

## 歴史
寺に伝えられている縁起によれば斉明天皇7年（661年、飛鳥時代）の開創とされており、所在地の地名「大寺」とは古代の官寺である大寺があった名残とされている。しかし、開創年の661年は、白鳳仏の本尊を持ち、極めて早い時期の創建とされる龍角寺を意識したもので、また古いのは隣接する大寺であり、龍尾寺の創建はそれより若干下るものと推測されている。
1997年現在龍尾寺に伝えられている縁起は、江戸時代の明暦年間（1655年-1658年）に書き直されたものであるが、その内容を要約した『略縁起』が昭和59年（1984年）に当時の住職によって刊行されている。『略縁起』によれば、和銅2年（709年）、元明天皇の時代に全国的な大旱魃に襲われ、食物が不足して多くの人々が飢えに苦しんでいたという。このことを大変心配なされた天皇は勅使に命じて釈命上人を導師として請雨法という雨乞いの儀式を行わせ、その折に惣領村の浜より龍神が空に向かって舞い昇ったといわれる。その時、龍の尾が垂れ下がったということから、惣領村は尾垂惣領村となり、のちに尾垂村となった。空中高く昇った龍神は、まもなくすさまじい雷鳴とともに、3つに断たれて落ちてきた。 同時に激しい雨が降り出して、7日7夜のあいだ降りつづいた。その雨によって枯死寸前であった草木や動物たちは皆残らず生き返ったと伝記されている。3つに断たれた龍神の頭は下総国埴生庄に、腹は下総国印西庄に、尾は北條庄大寺郷に落ちそれぞれの地に祀られた。尾が落ちた大寺の寺は、釈命上人によってその名を「天竺山尊蓮院龍尾寺」に改められた。龍尾寺は、頭を祀った龍角寺、腹部を祀った龍腹寺と共に「関東三龍の寺」と呼ばれるようになったという。
龍ケ崎市の地名の由来は諸説あるが、沼の主である龍が女に化けて現れ、雨を降らせ大雨が降り人々は助かったが、七日後、巨大な龍の体が三つに裂け、天から降ってきた。頭部・胴体・尾それぞれが落ちた場所にその後、「龍角寺」（千葉県印旛郡栄町）、「龍腹寺」（千葉県印西市）、当「龍尾寺」（千葉県匝瑳市）が建てられたとされる。
それ以来遠近より多くの参拝者が訪れ七堂を完備した名刹であった。また天暦年間（947年-957年）の旱魃の際には観宿僧都という法師が当寺において雨乞いしたところ降雨があったという。かくして幾度もの雨乞いを成就してきたが、南北朝時代の応安3年（1370年）に火災に遭い、建物のほとんどを消失した。その後に建立された堂宇が現在残っているものである。

## 境内
大同2年（807年）に弘法大師が来山しており、境内にはその時掘られたというお手堀の井戸がある。その水は洗眼にも使えるとされている。また応安6年（1373年）の板碑が残されており、縁起にあるように南北朝時代の火災の後に再建されたものだということがわかる。